# Franz Gutsmiedl

Franz Gutsmiedl

Franz Gutsmiedl (* 16. April 1901 in Grainet; † seit dem 1. Oktober 1944 vermisst in Lettland) war ein deutscher Politiker (NSDAP) und SA-Führer.

## Leben und Wirken
Nach dem Besuch der Volksschule (1907 bis 1912) und der Oberrealschule in Regensburg absolvierte Gutsmiedl von 1915 bis 1918 eine kaufmännische Lehre. Außerdem war er in der Landwirtschaft tätig.
Von August bis November 1918 nahm Gutsmiedl als Kriegsfreiwilliger beim 11. Infanterieregiment Regensburg an der letzten Phase des Ersten Weltkrieges teil. Nach Kriegsende kämpfte Gutsmiedl mit dem Freikorps Löwenfeld in Oberschlesien. 1920 wurde er in die Reichsmarine aufgenommen, bei der er von 1920 bis 1924 in Stralsund und Kiel stationiert war. Ebenfalls seit 1920 betätigte er sich politisch in Kreisen der extremen politischen Rechten. So wurde er zunächst Mitglied des Deutschvölkischen Schutz- und Trutzbundes und des Bundes Oberland, bevor er Mitte der 1920er Jahre zu den Nationalsozialisten stieß.
In den Jahren 1924 bis 1926 verdiente Gutsmiedl seinen Lebensunterhalt in der Landwirtschaft. Zum 12. März 1926 schloss er sich der NSDAP an (Mitgliedsnummer 31.910), für die er die Ortsgruppe Oranienburg und Glienicke, Kreis Niederbarnim gründete. Von 1926 bis 1927 übernahm er sein erstes höheres Parteiamt als Hauptgeschäftsführer der Partei im Gau Berlin-Brandenburg, bevor er 1927 aus Gesundheitsgründen in die Landwirtschaft zurückkehrte, in der er in den folgenden fünf Jahren tätig blieb. Im September 1932 wurde er Hauptfachgruppenleiter Landwirtschaft bei der Obersten Leitung der Politischen Organisation der NSDAP. Daneben agierte er zeitweise als SA-Führer.
Nach der nationalsozialistischen Machtübernahme wurde Gutsmiedl als Angehöriger der DAF am 2. Mai 1933 mit der Leitung des Deutschen Landarbeiter-Verbandes betraut, dem bald darauf alle landwirtschaftlichen Arbeitnehmerorganisationen eingegliedert wurden. Zusätzlich wurde er Mitglied des Großen Führerrates des Gesamtverbandes der deutschen Arbeitnehmer. Publizistisch tat sich Gutsmiedl als Herausgeber der Zeitschrift Der deutsche Landarbeiter sowie sämtlicher Fachzeitungen des Deutschen Landarbeiter-Verbandes hervor.
Vom November 1933 bis zum März 1936 saß Gutsmiedl außerdem als Abgeordneter für den Wahlkreis 31 (Württemberg) im nationalsozialistischen Reichstag. Zwar trat er bei der Reichstagswahl am 29. März 1936 erneut als Kandidat an, erhielt aber kein Mandat mehr.
Die Gräberdatenbank des Bundes Kriegsgräberfürsorge verzeichnet Gutsmiedl als seit dem 1. Oktober 1944 in Lettland vermisst. Sein Name ist von der Kriegsgräberfürsorge im Gedenkbuch des Friedhofes Saldus (Frauenburg) verzeichnet, was nahelegt, dass er in der Region dieses Friedhofes verschollen ist.